# 디지털 신시사이저

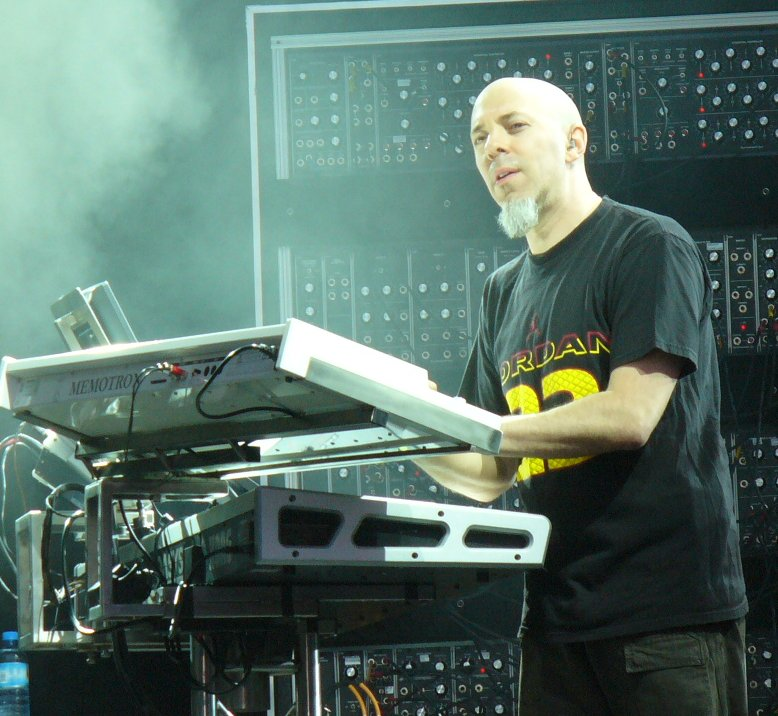
디지털 신시사이저로 공연 중인 조던 루디스

디지털 신시사이저(digital synthesizer)는 아날로그 전자 장치를 사용하여 음악을 생성하는 기존 아날로그 신시사이저와 어쿠스틱, 전자 또는 전자 악기의 디지털 녹음을 재생하는 샘플러와 달리 디지털 신호 처리(DSP) 기술을 사용하여 음악적 사운드를 만드는 신시사이저이다. 일부 디지털 신시사이저는 아날로그 신시사이저를 에뮬레이트하는 반면 다른 신시사이저는 디지털 합성 외에 샘플링 기능도 포함한다.

## 역사
최초의 디지털 합성 실험은 소리 생성에 대한 학문적 연구의 일환으로 컴퓨터를 사용하여 이루어졌다.
1957년 컴퓨터 음악을 위한 최초의 프로그래밍 언어인 MUSIC은 1957년 벨 연구소의 IBM 704에서 맥스 매튜스(Max Mathews)에 의해 개발되었다. 직접 합성을 통해 디지털 오디오 파형을 생성한다.